# Victor Miller
Victor Miller (lub Victor B. Miller) (ur. 14 maja 1940 r. w Nowym Orleanie) – amerykański scenarzysta filmowy i telewizyjny.
Autor scenariusza do horroru Piątek, trzynastego, który wylansował go jako scenarzystę. Także autor scenariuszy do dwóch innych filmów: The Black Pearl (1977) oraz Manny's Orphans (1978). Obecnie scenarzysta oper mydlanych, w tym Guiding Light oraz Wszystkie moje dzieci.